# 小红门地区
小红门地区是中华人民共和国北京市朝阳区的一个地区办事处，同时保留小红门乡名称，其行政事务机构实行“一套人马，两块牌子”的体制，地区办事处与乡政府合署办公。
小红门地区北距北京三环路1公里，南临北京经济技术开发区，西接丰台区，东靠京津塘高速公路。被南四环路横穿分为南、北两区。面积12.4平方公里，人口2.3万人。

## 下辖社区
小红门地区目前下辖的社区有：
- 三台山社区
- 四道口社区
- 玉器厂社区
- 牌坊村